# Papier-valeur
Un papier-valeur est un document matériel ou immatériel, actif financier, titrant un ou plusieurs droits incorporés de façon qu'il est impossible de les faire valoir ou de les transférer indépendamment du titre. Le titre peut se référer aussi bien à une valeur mobilière portant sur un droit de propriété ou de créance qu'à une valeur immobilière portant sur un droit de créance garantie par un gage immobilier.